# ناو فوش
ناو فوش (به انگلیسی: French cruiser Foch) یک کشتی بود که طول آن ۱۹۶ متر (۶۴۳٫۰۴ فوت) بود. این کشتی در سال ۱۹۲۹ ساخته شد.